# Едуин Хол
Едуин Хърбърт Хол (7 ноември 1855 – 20 ноември 1938) е американски физик, най-известен с откриването на наречения в негова чест ефект на Хол. Той провежда множество термоелектрични изследвания и пише учебници по физика и лабораторни ръководства.
Хол открива ефекта, носещ името му през 1878 г. докато работи върху доктората си по физика. Експериментът се състоял от фиксирането тънък лист злато върху стъклена плоча в различни точки по неговата дължина. По-късно той включил много различни материали – проводници и полупроводници. Ефектът представлявал поява на потенциална разлика (напрежение на Хол) между противоположните страни на тънък лист от проводников или полупроводников материал (елемент на Хол), по който протича електрически ток. Това напрежение се поражда от магнитно поле, перпендикулярно на Хол елемента. Съотношението на това напрежение към силата на протичащия ток е известно като Хол съпротивление и е характеристика на материала, от който е елемента. През 1880 резултатите от експеримента са публикувани като докторска теза в American Journal of Science и Philosophical Magazine.
През 1895 Хол е назначен за професор по физика в Харвард. Пенсионира се през 1921, а през 1938 почива в Кембридж, Масачузетс, САЩ.
В присъствието на силни магнитни полета при ниски температури може да се наблюдава квантовият ефект на Хол, който се проявява в квантуването на съпротивлението на Хол.